# Six-Gun Law
Six-Gun Law è un film del 1948 diretto da Ray Nazarro.
È un western statunitense con Charles Starrett, Nancy Saunders e Paul Campbell. Fa parte della serie di film western della Columbia incentrati sul personaggio di Durango Kid.

## Produzione
Il film, diretto da Ray Nazarro su una sceneggiatura di Barry Shipman, fu prodotto da Colbert Clark per la Columbia Pictures e girato dal 24 giugno al 2 luglio 1947.

## Distribuzione
Il film fu distribuito negli Stati Uniti dal 9 gennaio 1948 al cinema dalla Columbia Pictures.
Altre distribuzioni:
- in Messico il 19 settembre 1963 (La ley de los seis tiros)
- in Brasile (A Lei da Força)

## Promozione
La tagline è: Bullet-'N-Ballad Barrage!.